# Antoaneta Stefanova
Antoaneta Stefanova (in bulgaro Антоанета Стефанова?; Sofia, 19 aprile 1979) è una scacchista e politica bulgara, Grande maestro e dodicesima campionessa del mondo femminile di scacchi dal 2004 al 2006.

## Carriera scacchistica
La sua carriera scacchistica inizia in tenera età. A sette anni (1986) diventa la campionessa della sua città. A dieci anni (1989) diviene campionessa del mondo nel torneo per giovani di Aguadilla, a Porto Rico, e più tardi nello stesso anno trionfa nel campionato under 14 della Cecoslovacchia.
Ha difeso i colori del suo paese in ben otto Olimpiadi degli scacchi, iniziando quando aveva 13 anni con l'edizione di Manila 1992. Giocò sei volte in 1ª scacchiera, ottenendo la percentuale complessiva del 61,9 %.
Dal 1993 inizia a competere con buoni risultati nei tornei più importanti arrivando ad essere al settimo posto nella graduatoria nazionale maschile. Nel 1997 il suo punteggio Elo la pone tra le prime dieci giocatrici del mondo. Nel giugno del 2003 ottiene il titolo di Grande maestro.
Nel gennaio del 2003 ha ottenuto il suo maggior punteggio Elo pari a 2560.
Il 5 giugno 2004 la Stefanova, superando in finale la russa Ekaterina Kovalevskaja, ottiene il titolo mondiale vincendo il torneo a eliminazione diretta svoltosi ad Ėlista, capitale della repubblica russa della Calmucchia (della quale è presidente Kirsan Iljumžinov, che è anche presidente della FIDE).
Il 25 marzo 2006 nel torneo di Ekaterinburg, in Russia, valevole per il titolo del mondo femminile, ha ceduto il titolo alla cinese Xu Yuhua.
Nel 2012 ha vinto a Batumi il Campionato del mondo femminile rapid.
Nel novembre 2023 ha vinto a Budua con la Bulgaria il Campionato europeo femminile a squadre di scacchi.

## In politica
È membro della Assemblea nazionale, il parlamento bulgaro, nelle file del partito C'è un Popolo come Questo.